# Merab Walijew
Merab Walijew (ukr. Мераб Мурадович Валієв; ur. 13 września 1970) – ukraiński zapaśnik w stylu wolnym. Dwukrotny olimpijczyk. Siódmy w Atlancie 1996 i osiemnasty w Sydney 2000. Startował w kategorii 130 kg.
Srebrny medalista mistrzostw świata w 1993 i czwarty w 1994. Zdobył cztery medale na mistrzostwach Europy, złoto w 1994. Czwarty w Pucharze Świata w 2000 roku.